# O Embaixador
O Embaixador é o sexto álbum ao vivo do cantor e compositor  brasileiro Gusttavo Lima, gravado no Parque do Peão em Barretos, São Paulo. Foi lançado no dia 26 de outubro de 2018 através da gravadora Som Livre, sendo o último em parceria com a gravadora. O álbum recebeu disco de platina pela Pro-Música Brasil pelas 80 mil cópias vendidas.
Foi o álbum mais tocado do ano.

## Lista de faixas
| N.º | Título                               | Compositor(es) | Duração |  |
| 1.  | "Zé da Recaída"                      | Junior Gomes, Murilo Huff, Ricardo Vismarck, Ronael                                                                                   | 2:50    |  |
| 2.  | "Respeita Nosso Fim"                 | Daniel Caon, Juan Marcus, Junior Gomes, Vinicius Poeta                                                                                | 3:07    |  |
| 3.  | "10 Anos"                            | Diego Ferreira, Everson Matos, Samuel Deolli                                                                                          | 3:32    |  |
| 4.  | "Mil Vezes Cantarei"                 | Donato Povada Lopez, Manoel Pinto, Vs. Waldir Luz                                                                                     | 4:46    |  |
| 5.  | "Carrinho na Areia"                  | Elcio Di Carvalho, Elvis Alan, Junior Pepato, Philipe Pancadinha                                                                      | 2:31    |  |
| 6.  | "Conta Gotas"                        | Benicio Neto, Junior Gomes, Renno Poeta, Vine Show Vinicius Poeta                                                                     | 2:28    |  |
| 7.  | "Mundo de Ilusões"                   | Gusttavo Lima, Hiago Nobre, Jujuba, Kaleb Junior, Victor Hugo                                                                         | 4:02    |  |
| 8.  | "Na Hora de Amar"                    | Mats Arne Persson, Per Gessle, Vs. Cesar Augusto                                                                                      | 5:25    |  |
| 9.  | "Cem Mil"                            | Gusttavo Lima, Tierry | 3:23    |  |
| 10. | "Expectativa"                        | Abel Martins, Eduardo Porto, Fernando Henrique, Henrique Batista, João Pedroni, Junior Avelar, Lobo Junior, Rafael Libi, Victor Marra | 2:30    |  |
| 11. | "Tudo Que Vai um Dia Volta"          | Denner Ferrari, Diego Ferreira, Everson Matos, Guilherme Ferraz, Luciano Lima, Paulo Pires, Ray Antonio, Sando Neto                   | 3:07    |  |
| 12. | "Sujeito"                            | Hiago Nobre, Jujuba, Renno Poeta, Robson Lima                                                                                         | 2:58    |  |
| 13. | "DNA"                                | Bruninho Moral, Jujuba, Kaleb Junior                                                                                                  | 3:22    |  |
| 14. | "Eu Vou Te Buscar (Cha La La La La)" | Bruninho Moral, Hiago Nobre, Hungria Hip Hop, Jujuba, Xuxinha                                                                         | 3:15    |  |
| 15. | "O Resto é Resto"                    | Gabriel Agra, Philipe Pancadinha, Thales Lessa, Victor Hugo                                                                           | 2:52    |  |
| 16. | "Por Covardia Minha"                 | Paula Mattos | 3:17    |  |
| 17. | "Eu Não Iria"                        | Dan Lellis, Lucas Led | 3:17    |  |
| 18. | "Final do Fim"                       | Denner Ferrari, Luciano Lima, Paulo Motta, William Bruno                                                                              | 2:58    |  |
| 19. | "Que Pena Que Acabou"                | Bruninho Moral, Bruno Xuxa, Hiago Nobre, J                                                                                            | 3:52    |  |